# Xe cảnh sát

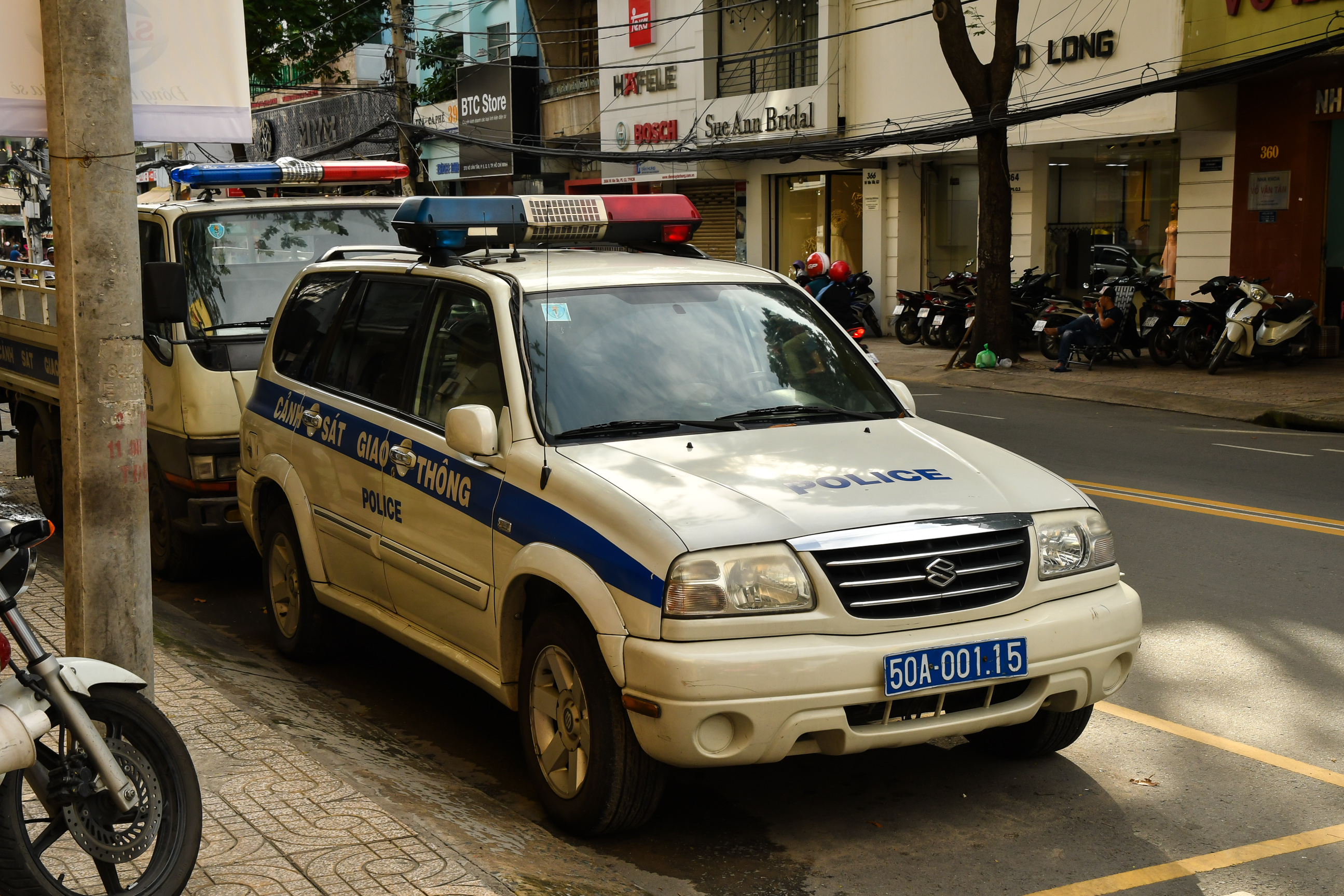
Chiếc xe cảnh sát giao thông của Cảnh sát Thành phố Hồ Chí Minh

Xe cảnh sát là loại xe đặc chủng của cảnh sát, dùng để truy đuổi tội phạm hay thi hành nhiệm vụ. Có hai loại xe cảnh sát chính là xe ô tô và xe máy, ngoài ra còn có các loại xe khác của cảnh sát như xe chở tội phạm, xe thu hồi.

## Chức năng
Có một số loại xe cảnh sát:

### Xe tuần tra

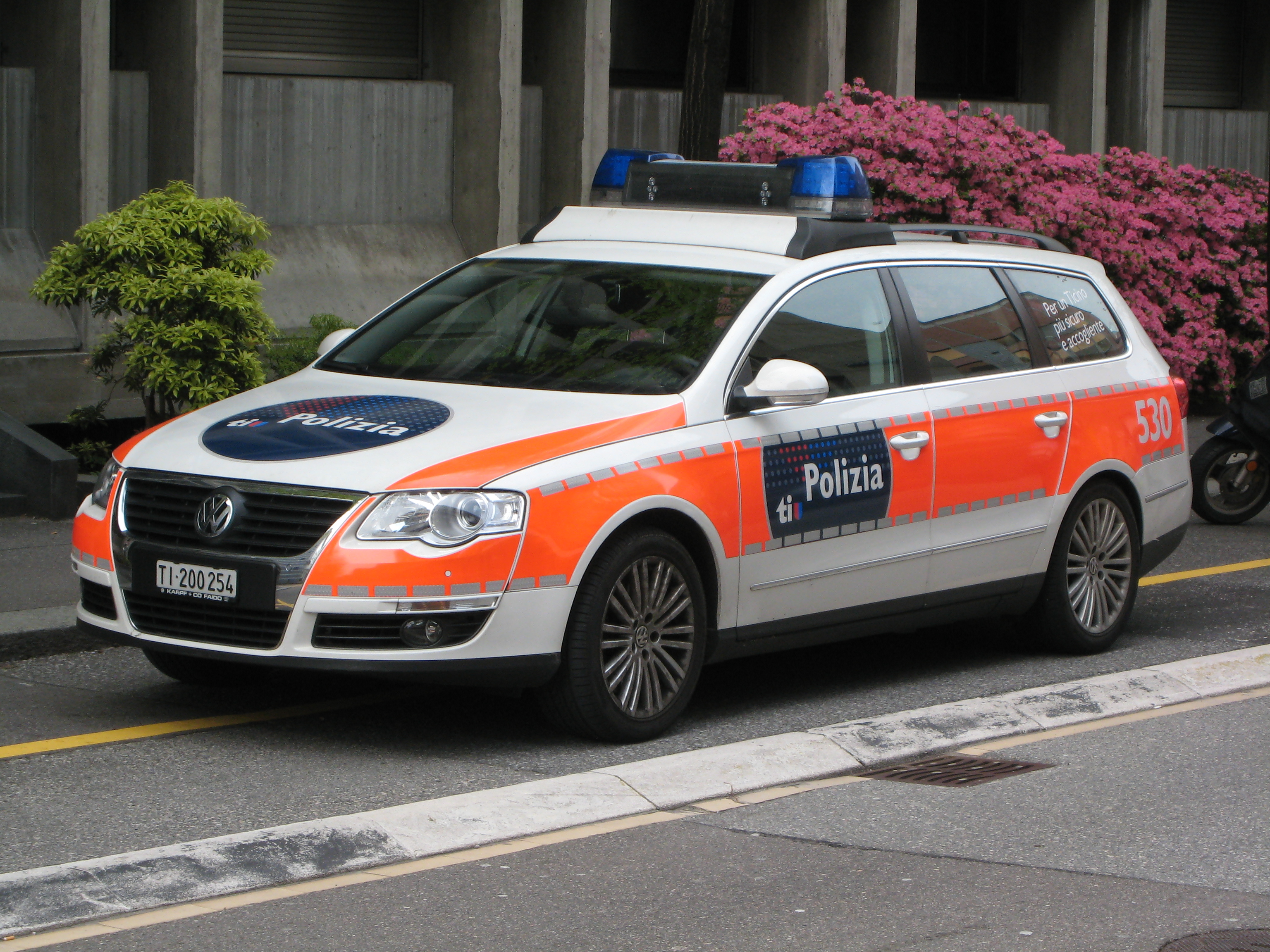
Một chiếc xe tuần tra của cảnh sát

Chiếc xe có thể thay thế đi cho sĩ quan cảnh sát. Chức năng chính của nó là để nhân viên cảnh sát làm nhiệm vụ của mình (chẳng hạn như lấy lời khai hoặc đi thăm cảnh báo). Xe tuần tra cũng có thể ứng phó với trường hợp khẩn cấp, và thường được trang bị cảnh báo hình ảnh và âm thanh.

### Xe rượt đuổi tội phạm
Các chiếc xe Ford Falcon FG X XR6 được sử dụng bởi Lực lượng Cảnh sát New South Wales như xe truy đuổi ở New South Wales.
Một chiếc xe rượt đuổi tương tự như một chiếc xe tuần tra, nhưng có khả năng là một đặc điểm kỹ thuật cao, có tốc độ cao hơn, và chắc chắn sẽ được trang bị với các cảnh báo bằng âm thanh và hình ảnh. Những chiếc xe này thường chỉ được sử dụng để ứng phó sự cố khẩn cấp, vì vậy được thiết kế để chạy nhanh, và có thể mang theo thiết bị chuyên dụng, chẳng hạn như súng trường, súng ngắn. Tại Anh, mỗi trạm thường chỉ có một xe mà được gọi là chiếc xe khu vực. 

### Xe cảnh sát giao thông
Những loại xe này dùng để tuần tra,kiểm soát trên các con đường, đặc biệt là đường cao tốc. Mỗi trạm cảnh sát giao thông thường có 4 - 5 xe, bao gồm xe tuần tra, xe bán tải và xe chuyên dụng

### Xe đa mục đích
Một số lực lượng cảnh sát không phân biệt giữa tuần tra, ứng phó và xe giao thông, và có thể sử dụng một phương tiện để thực hiện một số hoặc tất cả các vai trò mặc dù trong một số trường hợp này có thể không thích hợp (chẳng hạn như một chiếc xe thành phố cảnh sát trong một đường cao tốc tốc độ cao). Những chiếc xe này thường là một sự thỏa hiệp giữa các chức năng khác nhau với các yếu tố thêm vào hoặc gỡ bỏ.

### Xe thể thao đa dụng (SUV) và xe bán tải
SUV và Pickups được sử dụng cho một loạt các lý do; nhu cầu off- road, các ứng dụng mà rất nhiều các thiết bị phải được tiến hành, K-9 đơn vị,...